# Vicini all'ignoto
Vicini all'ignoto (Approaching the Unknown) è un film americano di fantascienza del 2016 scritto e diretto da Mark Elijah Rosenberg.  È stato distribuito il 3 giugno 2016 da Paramount Pictures e Vertical Entertainment.

## Cast
- Mark Strong : capitano William D. Stanaforth, l'astronauta che si avventura su Marte.
- Luke Wilson : Louis Skinner (Skinny)
- Sanaa Lathan : capitano Emily Maddox
- Charles Baker : capitano Frank Worsely
- Anders Danielsen Lie : Greenstreet